# 대중운동연합

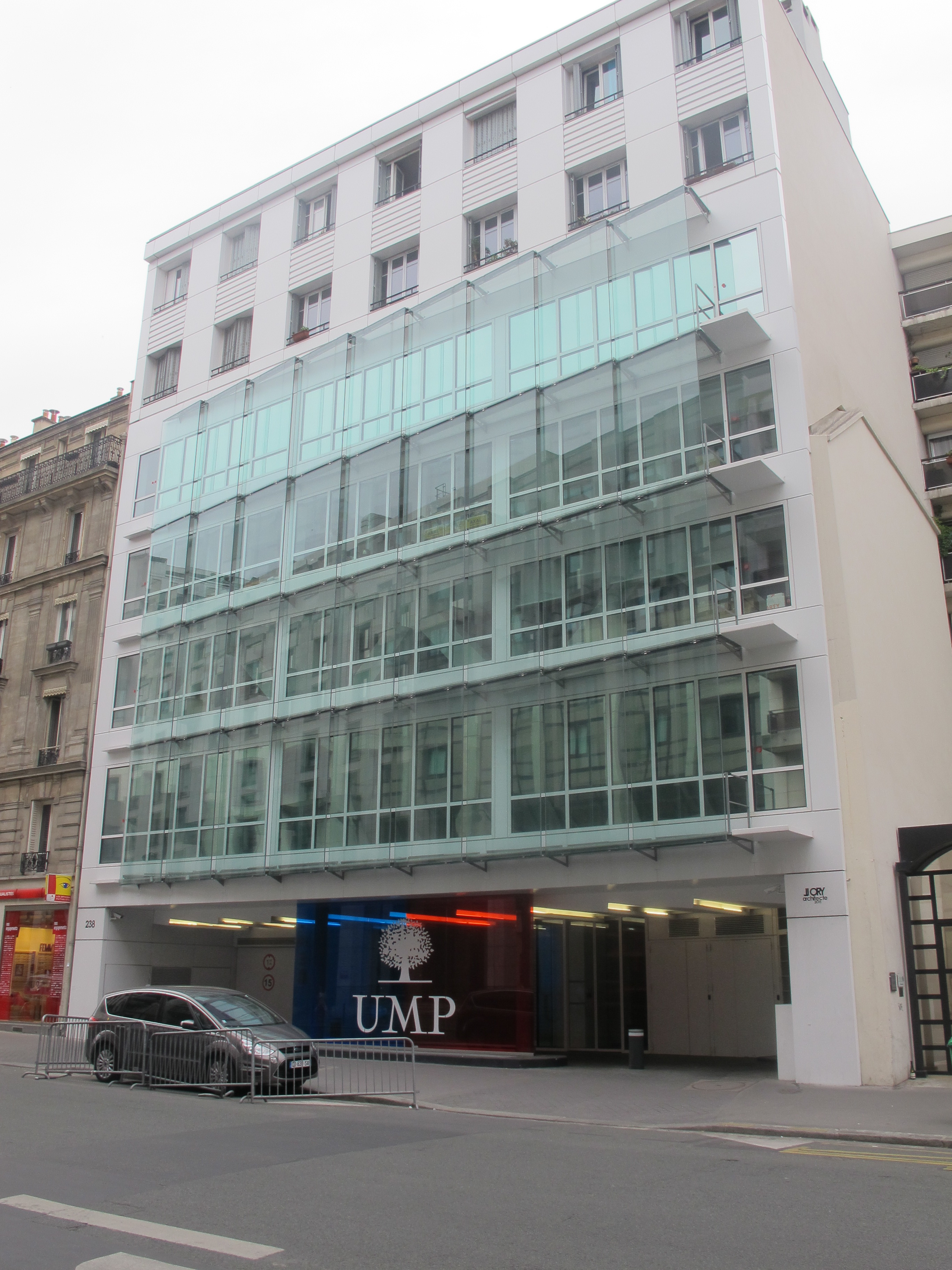

대중운동연합(大衆運動聯合, 프랑스어: Union pour un Mouvement Populaire, 약칭 UMP)는 중도우파의 성격을 가진 프랑스의 정당이다.
2002년에 창당되어, 2007년의 대선에서는 니콜라 사르코지를 후보로 내세워 당선되었다. 2015년 공화당으로 재창당되었다.

## 이념
UMP는 중도 우파 정당으로 프랑스 우파를 대표하기 위해 만들어졌으며, 드골주의, 기독교 민주주의, 보수주의, 자유주의의 전통을 통합하였다. 이와 같이, 그것은 공식적으로 합의된 공통의 가치를 강조하는 상당히 모호한 정책 성명을 채택했다.
UMP는 각 개인의 운명은 제한되지 않아야 하며 "경제적 자유를 구속"하는 정치 체제를 거부한다고 믿었다. 그것은 실업률을 줄이고 경제 성장을 촉진하기 위해 일, 공로, 혁신, 그리고 개인 initiative를 장려해야 한다고 말했다. 그러나 동시에, 그것은 법치와 국가의 권위를 고수할 필요가 있다고 주장했다. 드골주의 전통에서 UMP는 국가가 불우한 사람들의 사회적 보호를 보장하면서 연대를 지지했다. 그러나 좀 더 진보적인 맥락에서, 그 당은 항상 "복지 유인물"을 지칭할 수 있는 프랑스어인 l'assistanat을 비난했다.
그 정당은 때때로 더 많은 민족주의적인 입장을 취했고, 종종 이민과 불법 이민에 반대하는 강경한 입장을 취했다. 그것은 이민자들의 프랑스 사회로의 통합과 동화를 강력히 지지했고 항상 공산주의는 프랑스 국가 국가에 대한 위험이라고 비난했다. 그러나 UMP는 전통적인 드골주의의  souverainism의 기미가 있음에도 불구하고 전통적으로 유럽 통합과 유럽연합의 강력한 지지자였다.
UMP는 니콜라 사르코지의 지도 하에 자유롭고 안보 지향적인 플랫폼을 채택했다. 2007년과 2012년 대선에서 그의 강령은 개인의 책임과 개인의 주도권 사상을 강조했다. 그는 "더 많은 돈을 벌기 위해 더 많은 일을 해야 한다"는 아이디어를 개발했는데, 초과 근무 시간은 세금을 부과하지 않을 것이며 고용주들은 비급여 노동 비용에서 무죄를 선고받을 것이라고 약속했다. 그의 대통령 하에서, 고소득자에 대한 정부의 단명세 한도는 좌파의 비난을 받았으나, 또한 UMP 내 또는 외부의 몇몇 중도 우파 정치인들에 의해 비난 받았다.
강경파 내무장관으로 인기를 얻은 사르코지 대통령의 정책은 강력한 법질서, 범죄 성향에 대해서도 강경한 입장을 보였다. 그는 범죄자와 재범자에 대한 더 엄격한 형량을 지지했다. 그는 후보로서 그리고 대통령으로서 이민을 프랑스의 정체성에 대한 위험으로 그리고 범죄의 증가의 원천으로 제시하면서 이민과 국가 정체성을 크게 강조했다. 그는 대통령으로서 2007년부터 2010년까지 3년간 가족 통일에 대해 엄격한 제한을 가했고, 이민부를 만들었으며, 국가 정체성에 관한 논란이 많은 국가대화를 시작했으며, 수천 명의 로마인들을 불법 수용소에서 추방했다.
우파 성향의 일부 의원들은 FN과의 지역연합을 선호하고 사회당이나 결선투표에서 좌파 후보보다 FN 후보에 투표하는 것을 선호한다고 밝힌 반면 극우 성향의 국민전선(FN)과의 화해를 비난했다.좌파와 FN 사이의 s; 당의 공식 입장은 어떤 수준에서든 FN과의 동맹을 계속 거부하지만 또한 FN에 대항하는 소위 "공화국 전선"에 대해서도 반대한다.

## 역사

### 서론
1980년대부터 프랑스의 우파 세력들은 유럽의 건설과 경제적 자유주의란 가치를 중심으로 세력을 형성해나가기 시작하였다. 사회당을 비롯한 그들의 이념적·정치적 경쟁자들은 1981년과 1988년의 총선에서 승리를 거두자, 몇몇 정치인들을 중심으로 우익 연합의 필요성을 강조하는 목소리가 등장하였다.
1993년의 총선을 앞두고 드골주의 보수정당인 공화국연합 (RPR)과 중도정당인 프랑스 민주동맹 (UDF)이 프랑스를 위한 연합이란 이름의 선거연합을 결성하였다. 그러나 1995년의 총선 기간 동안, 이 선거연합은 다시 자크 시라크를 따르는 무리와 에두아르 발라뒤르를 지지하는 무리로 갈리게 된다. 결국 이들은 1997년의 총선에서 패배한 뒤에 공동 교섭단체인 '프랑스를 위한 동맹'을 다시 구성하게 된다.

### 창당
2002년의 대선 즈음에, 당시 현직 대통령이었던 시라크의 지지자들은 세 개의 우익 정당으로 갈라져 있는 상태였다. 이들은 시라크의 재선을 위해 행동하는 연대(Union en mouvement)를 조직한다. 시라크의 재집권 성공 이후에는 2002년의 총선을 위해, 이들을 중심으로 다시 여권(與權) 강화를 위한 연대(Union pour la majorité présidentielle)가 조직된다. 이 조직은 몇 달 후에 이름을 대중운동연합으로 바꾸고 단순히 자크 시라크 지지자들을 아우르던 우산 조직에서 벗어나 항구적인 조직으로 거듭난다.
대중운동연합은 드골-보수주의 정당인 공화국연합 (RPR)과 자유 보수주의 정당인 자유 민주주의 (DL), 중도 성향의 정당인 프랑스 민주동맹 (UDF)의 상당수, 더 정확히는 필립 두스트-블라지나 자크 바로와 같은 프랑스 민주동맹 내 기독교 민주주의자들을 흡수·합병하는 한편, 2002년까지 민주동맹과 연합관계였던 사회자유주의 성향의 급진당과 중도 성향의 정당인 프랑스 민주대중당과도 통합하였다.
대중운동연합의 창당에는 드골주의, 자유주의 (프랑스 내에서는 공화주의라 일컫기도 한다), 기독교 민주주의 그리고 급진주의 등 네 개의 프랑스를 대표하는 정치철학이 만났다는 데에 의의가 있다.
당의 첫 이름('여권 강화를 위한 연대')이 의미하듯, 대중운동연합은 자크 시라크 대통령의 정책을 일반적으로 지지하였다. 그러나 2004년에 대중운동연합은 시라크로부터 독립하려는 의미있는 움직임을 보이기 시작하였다. 대중운동연합의 당원들이 유권자들로부터 인기를 잃은 자크 시라크와 장 피에르 라파랭 내각보다 시라크의 라이벌이었던 니콜라 사르코지를 지지하고 나섰던 것이었다. 또한 시라크가 이전에 몇 번이나 공개적으로 지지한 터키의 유럽 연합 가입에 대해 반대표를 던지기도 하였다.

### 2004년까지
대중운동연합의 첫 당수였던 알랭 쥐페는 자크 시라크의 최측근 중 하나였으나, 2004년 1월에 있었던 부패 사건에 연루되어 같은 해 7월 15일에 사임했다. 2004년 11월 29일에는 니콜라 사르코지가 당수직을 이어받겠다 선언하였으나 재무장관에 임명됨에 따라 사르코지의 당수직 승계는 없던 일이 되고 말았다.
2004년의 프랑스 지방선거에서 대중운동연합은 알자스와 코르시카를 포함하는 프랑스 본토의 22개 선거구 중 단 2곳에서 겨우 승리하는 한편, 현(縣) 단위의 선거에서는 절반만을 건져 참패하고 만다. (이전에는 우익 정당들이 현 중 다수를 차지하고 있었다.) 이어 열린 유럽 의회 총선에서도 사회당의 득표율에 크게 못미치는 16.6%를 획득하고, 의석에서도 고작 16석만을 얻는 등 참패하게 된다. 2005년 5월 25일에 열린 유럽 헌법 인준을 위한 국민 투표의 부결은 장 피에르 라파랭 내각의 몰락을 가져와 UMP의 다른 정치인인 도미니크 드 빌팽의 새 내각이 구성되는 배경이 되기도 하였다.
그러나 2007년 4월 22일에 열린 프랑스 대선 1차투표에서 UMP의 후보로 나선 니콜라 사르코지가 승리한다. 이어 5월 6일에 열린 대선 2차투표에서는 사회당 후보 세골렌 루아얄을 맞아 53.1%를 획득해 대선에서 최종 승리하게 된다. 이에 따라, 사르코지는 대통령직에 오르기 이틀 전인 5월 14일 UMP의 당수직에서 물러난다. 6월 17일에 열린 총선에서 UMP는 하원 국민의회의 총 의석수인 577석 중 313석을 차지하여 다시 원내 제1당으로 복귀하게 된다.
2008년 3월에 열린 지방선거에서 대중운동연합은 다시 한 번 패배의 쓴 잔을 마신다. 시장선거에서 툴루즈나 스트라스부르 등 다수의 선거구와 현(縣) 들에서 좌파들에게 내주었던 것이다.
이후, 프랑수아 피용 내각 아래서 사회연대부의 장관이었던 자비에 베트트랑이 입각을 위해 당수직을 사임한 패트릭 드브지앙을 계승하여 2008년 말 임시 당수에 오른다.
2009년에 실시된 유럽 의회 총선에서 대중운동연합은 "여권의 강화" 시절처럼, 이제는 군소정당이 된 급진당과 중도좌파당과 함께 선거 연합을 구성한다. 이들은 27.9%를 득표하고 29명의 유럽 의회 의원을 내는등 아주 좋은 결과를 냈다. 이 결과는 2004년에 비해 비약적으로 성장한 대중운동연합의 모습을 실감하게 했다.
2015년 5월 30일 해산되었고, 공화당으로 제창당되었다.

## 역대 선거결과

### 대통령 선거
| 선거        | 후보            | 1차 합계   | 1차 득표율 | 2차 합계   | 2차 득표율 | 당락 |
| ----------- | --------------- | ---------- | ---------- | ---------- | ---------- | ---- |
| 2002년 대선 | 자크 시라크     | 5,665,855  | 19.88%     | 25,537,956 | 82.21%     | 당선 |
| 2007년 대선 | 니콜라 사르코지 | 11,448,663 | 31.18%     | 18,983,138 | 53.06%     | 당선 |
| 2012년 대선 | 니콜라 사르코지 | 9,753,629  | 27.18%     | 16,860,685 | 48.36%     | 낙선 |

### 프랑스 총선
| 선거        | 1차 합계   | 1차 득표율 | 2차 합계   | 2차 득표율 | 의석      | 순위 |
| ----------- | ---------- | ---------- | ---------- | ---------- | --------- | ---- |
| 2002년 총선 | 8,408,023  | 33.30%     | 10,026,669 | 47.26%     | 357 / 577 | 1    |
| 2007년 총선 | 10,289,737 | 39.54%     | 9,460,710  | 46.36%     | 313 / 577 | 1    |
| 2012년 총선 | 7,037,268  | 27.12%     | 8,740,625  | 34.49%     | 199 / 577 | 2    |

### 유럽 의회
| 년도   | 합계      | 득표율 | 의석    | 순위 |
| ------ | --------- | ------ | ------- | ---- |
| 2004년 | 2,856,368 | 16.64% | 17 / 74 | 2    |
| 2009년 | 4,799,908 | 27.88% | 29 / 74 | 1    |
| 2014년 | 3,942,766 | 20.80% | 20 / 74 | 2    |

## 같이 보기
- 프랑스의 정당